# Moulin Rouge!
Moulin Rouge! (bra: Moulin Rouge - Amor em Vermelho; prt: Moulin Rouge! ou Moulin Rouge) é um filme australo-estadunidense de 2001, do gênero drama musical-romântico, dirigido por Baz Luhrmann.
O enredo do filme é essencialmente inspirado em três óperas/operetas: La bohème de Giacomo Puccini, La traviata de Giuseppe Verdi, e Orphée aux enfers de Jacques Offenbach (esta inspirada no mito grego antigo de Orfeu e Eurídice).

## Sinopse
A história se passa em 1899 e gira em torno de um jovem poeta, Christian, que desafia a autoridade do pai ao se mudar para Montmartre, em Paris, considerado um lugar amoral, boêmio e onde todos são viciados em absinto. Lá, ele é acolhido por Toulouse-Lautrec e seus amigos, cujas vidas são centradas em Moulin Rouge, um salão de dança, um clube noturno e um bordel (mas cheio de glamour) de sexo, drogas, eletricidade e - o que é ainda mais chocante - de cancan. É então que Christian se apaixona pela mais bela cortesã do Moulin Rouge, Satine.[carece de fontes?]

## Elenco
- Nicole Kidman .... Satine
- Ewan McGregor .... Christian
- John Leguizamo .... Henri de Toulouse-Lautrec
- Jim Broadbent .... Harold Zidler
- Richard Roxburgh .... Duque de Monroth
- Jacek Koman .... Argentino Narcoléptico
- Kylie Minogue.... A Fada Verde
- Caroline O'Connor.... Nini

## Recepção
No consenso do agregador de críticas Rotten Tomatoes diz que é "uma experiência que faz você amar-la ou odiá-la, Moulin Rouge é todo o estilo, tudo tonto por cima do espetáculo. Mas também é ousado em sua visão e extremamente original." Na pontuação onde a equipe do site categoriza as opiniões da  grande mídia e da mídia independente apenas como positivas ou negativas, o filme tem um índice de aprovação de 75% calculado com base em 203 comentários dos críticos. Por comparação, com as mesmas opiniões sendo calculadas usando uma média aritmética ponderada, a nota alcançada é 7,1/10.
Em outro agregador, o Metacritic, que calcula as notas das opiniões usando somente uma média aritmética ponderada de determinados veículos de comunicação em maior parte da grande mídia, tem uma pontuação de 66/100, alcançada com base em 35 avaliações da imprensa anexadas no site, com a indicação de "revisões geralmente favoráveis".

## Prêmios e indicações
Oscar 2002
| Ano  | Categoria              | Recipiente                                            | Resultado |
| ---- | ---------------------- | ----------------------------------------------------- | --------- |
| 2002 | Melhor filme           | Moulin Rouge!                                         | Indicado  |
| 2002 | Melhor atriz           | Nicole Kidman                                         | Indicado  |
| 2002 | Melhor som             | Andy Nelson, Anna Behlmer, Roger Savate & Guntis Sics | Indicado  |
| 2002 | Melhor direção de arte | Catherine Martin & Brigitte Broch                     | Venceu    |
| 2002 | Melhor fotografia      | Donald McAlpine                                       | Indicado  |
| 2002 | Melhor maquiagem       | Maurizio Silvi & Aldo Signoretti                      | Indicado  |
| 2002 | Melhor figurino        | Catherine Martin & Angus Strathie                     | Venceu    |
| 2002 | Melhor edição          | Jill Bilcock                                          | Indicado  |

BAFTA 2002
- Venceu nas categorias de melhor som[carece de fontes?] e melhor ator coadjuvante (Jim Broadbent)[carece de fontes?]
- Indicado nas categorias de melhor fotografia[carece de fontes?], melhor figurino[carece de fontes?], melhores efeitos visuais[carece de fontes?], melhor edição[carece de fontes?], melhor filme[carece de fontes?], melhor maquiagem[carece de fontes?], melhor desenho de produção[carece de fontes?], melhor roteiro original[carece de fontes?] e melhor diretor[carece de fontes?]

Festival de Cannes 2001
- Indicado
  - Palma de Ouro[9]

Grande Prêmio BR do Cinema Brasileiro 2002
- Indicado na categoria de melhor filme estrangeiro[carece de fontes?]

Prêmio César 2002
- Indicado na categoria de melhor filme estrangeiro[carece de fontes?]

Globo de Ouro 2002
- Venceu
  - Melhor filme - comédia ou musical[10]
  - Melhor trilha sonora[10]
  - Melhor atriz - comédia ou musical (Nicole Kidman)[10]
- Indicado
  - Melhor direção[10]
  - Melhor canção original ("Come What May")[10]
  - Melhor ator - comédia ou musical (Ewan McGregor)[10]

## Trilha sonora
- 1. Nature Boy - David Bowie
- 2. Lady Marmalade - Lil Kim / Christina Aguilera / Pink / Mya
- 3. Because We Can - Fatboy Slim
- 4. Sparkling Diamonds - Nicole Kidman / Jim Broadbent / Caroline O'Connor/ Natalie Mendonza / Lara Mulcahy
- 5. Rhythm of the Night - Valeria
- 6. Your Song - Ewan McGregor / Alessandro Safina
- 7. Children of the Revolution - Gavin Friday / Bono / Maurice Seezer
- 8. One Day I'll Fly Away - Nicole Kidman
- 9. Diamonds Dogs - Beck
- 10. Elephant Love Medley - Ewan McGregor / Nicole Kidman / Jamie Allen / Plácido Domingo
- 11. Come What May - Ewan McGregor / Nicole Kidman
- 12. El tango de Roxanne - Ewan Mcgregor / Jose Feliciano / Jacek Koman
- 13. Complainte de la butte - Rufus Wainwright
- 14. Hindi Sad Diamonds - John Leguizamo / Nicole Kidman / Alika Yagnik
- 15. Nature Boy - Massive Attack / David Bowie
- 16. Your Song (instrumental - da cena Rehearsal Montage)- Craig Armstrong
- 17. Sparkling Diamonds (versão original do filme) - Nicole Kidman / Jim Broadbent / Caroline O' Connor / Natalie Mendonza / Lara Mulcahy
- 18. One Day I`ll Fly Away (Tony Phillips Remix) - Nicole Kidman
- 19. The Pitch (Spectacular Spectacular) (versão original do filme) - Ewan Mcgregor / John Leguizamo / Nicole Kidman / Jim Broadbent / Richard Roxburgh / Jacek Koman / Garry Macdonald / Matthew Whittet
- 20. Come What May (versão original do filme) - Ewan Mcgregor / Nicole Kidman
- 21. Like a Virgin (versão original do filme) - Madonna / Jim Broadbent / Richard Roxburgh / Anthony Weigh
- 22. Meet Me in the Red Room (versão original do filme) - Amiel
- 23. Your Song (instrumental - da cena  Depois da Tempestade) - vários
- 24. The Show Must Go On (versão original do filme)- Nicole Kidman / Jim Broadbent / Anthony Weigh
- 25. Ascension / Nature Boy (da cena da Morte e Ascensão) - Ewan Mcgregor
- 26. Bolero (versão original do filme) - Simon Standage
- 27. Pride (In The Name Of Love) - U2
- 28. Material Girl - Madonna
- 29. Don't Leave Me This Way - Thelma Houston
- 29. I Was Made for Lovin' You (Trecho da canção) - Paul Stanley/ Vincent Poncia/ Desmond Child.[carece de fontes?]